# Landtagswahlkreis Dortmund VI
Der Landtagswahlkreis Dortmund VI war ein Landtagswahlkreis der Stadt Dortmund in Nordrhein-Westfalen, der zwischen 1947 und 2000 bestand. Er befand sich im Dortmunder Südwesten und umfasste die Stadtbezirke Hombruch und Lütgendortmund. Die Wahlkreisnummer wechselte in den Jahren: Nr. 111 (1947 – 1962), Nr. 114 (1966 – 1975), Nr. 135 (1980 – 1995) und Nr. 134 (2000).
Zur Landtagswahl 2005 wurde die Anzahl der Direktmandate im Düsseldorfer Landtag von 151 auf 128 Sitze reduziert. Dies führte zur Aufgabe des Wahlkreises Dortmund VI. Die Wahlbezirke des Wahlkreises Dortmund VI wurden dem Wahlkreis Dortmund IV zugewiesen.

## Wahlergebnisse im Landtagswahlkreis Dortmund VI
| Wahljahr | SPD  | CDU  | F.D.P. | Zentrum | KPD/ DKP(1) | NPD/ REP(2) | GRÜNE(3) | Andere |
| 1947     | 41,4 | 29,1 | 5,2    | 2,9     | 21,4        | ---         | ---      | 0,0    |
| 1950     | 49,3 | 26,2 | 11,8   | 1,8     | 8,4         | ---         | ---      | 2,5    |
| 1954     | 53,3 | 28,1 | 9,2    | 0,7     | 5,7         | ---         | ---      | 3,0    |
| 1958     | 58,4 | 34,3 | 5,3    | 0,4     | ---         | ---         | ---      | 1,6    |
| 1962     | 59,6 | 32,5 | 4,8    | ---     | ---         | ---         | ---      | 3,1    |
| 1966     | 57,2 | 36,0 | 6,1    | ---     | ---         | ---         | ---      | 0,7    |
| 1970     | 55,4 | 36,7 | 5,6    | ---     | 1,2         | 0,9         | ---      | 0,2    |
| 1975     | 53,9 | 37,8 | 6,9    | ---     | 0,6         | 0,3         | ---      | 0,5    |
| 1980     | 59,5 | 31,6 | 4,8    | ---     | 0,4         | ---         | 3,2      | 0,5    |
| 1985     | 62,5 | 26,2 | 5,0    | ---     | ---         | ---         | 5,4      | 0,9    |
| 1990     | 59,3 | 26,8 | 5,5    | ---     | ---         | 2,2         | 5,7      | 0,5    |
| 1995     | 52,4 | 28,9 | 3,6    | ---     | 0,2         | 1,2         | 12,2     | 1,5    |
| 2000     | 50,6 | 28,3 | 8,6    | ---     | ---         | 1,3         | 8,7      | 2,5    |

(1) ab 1970 – DKP; (2) ab 1990 – REP; (3) ab 1995 – BÜNDNIS 90/DIE GRÜNEN

## Direkt gewählte Abgeordnete des Landtagswahlkreises Dortmund VI
| Wahljahr | gewählt            | Partei | Anmerkungen |
| 1947     | Paul Steinert      | SPD    | Steinert war schon Mitglied in der 1. und 2. Ernennungsperiode des Landtags.                                         |
| 1950     | Paul Steinert      | SPD    | Steinert verstarb im Juli 1951. Die Nachwahl im August 1951 gewann Richard Ey (SPD) mit 56,6 % der gültigen Stimmen. |
| 1954     | Richard Ey         | SPD    | --- |
| 1958     | Richard Ey         | SPD    | --- |
| 1962     | Richard Ey         | SPD    | --- |
| 1966     | Richard Ey         | SPD    | --- |
| 1970     | Richard Ey         | SPD    | --- |
| 1975     | Franz-Josef Kniola | SPD    | --- |
| 1980     | Franz-Josef Kniola | SPD    | --- |
| 1985     | Franz-Josef Kniola | SPD    | --- |
| 1990     | Franz-Josef Kniola | SPD    | --- |
| 1995     | Franz-Josef Kniola | SPD    | Am 30. Juni 1998 legte Kniola sein Landtagsmandat nieder.                                                            |
| 2000     | Gerd Bollermann    | SPD    | --- |